# 中华红丝线
中华红丝线（学名：Lycianthes lysimachioides var. sinensis）为茄科红丝线属下的一个变种。

## 扩展阅读
- 維基物種上的相關：中华红丝线